# Malvern, Ohio
Malvern är en ort i Carroll County i delstaten Ohio, USA.